# اقتصاد التبادل
اقتصاد التبادل أو الاقتصاد التبادلي هو مصطلح تقني يستخدم في أبحاث الاقتصاد الجزئي لوصف التفاعل بين عدة وكلاء. الوكيل في السوق هو محل تبادل، والسلع هو محل تبادل. يقوم كل وكيل بإحضار وقفه الخاص، ويمكنهم تبادل المنتجات على أساس نظام الأسعار. لاقتصاد التبادل نوعين:
- اقتصاد تبادل صرف
- اقتصاد تبادل مع إنتاج